# 浅虫ヨットハーバー
浅虫ヨットハーバー（あさむしヨットハーバー）は、青森湾に面する浅虫温泉郷にある青森県営のヨットハーバー。
青森港に属し、1977年（昭和52年）に青森県で開催された国体（あすなろ国体）の競技用施設として建設された東北地方唯一の本格的ヨットハーバーである。
現在も毎年7月上旬に開催される青函カップヨットレースのディンギー部門ジュニアの部の開催地となっている。当ヨットレース開催中及び前後の期間（約10日間）以外は、当ヨットハーバーは実質利用されていない。しかしながら、一年を通し夕日鑑賞に観光客ら多くの人が訪れる。

## 施設データ
- マリーナ運営者 - 青森県土木部青森港管理事務所管理係マリーナ管理事務所
- マリーナ施設管理者 - 青森県青森港管理事務所管理係
- 回遊水域 - 約230,000m2

## 交通アクセス
- 青い森鉄道浅虫温泉駅より徒歩5分

## 周辺
- サンセットビーチあさむし（隣接）
- 道の駅浅虫温泉
- 浅虫水族館